# 康乾街道
康乾街道是中华人民共和国浙江省湖州市德清县下辖的一个街道办事处。
康乾街道面积约28平方公里，户籍人口1.3万人，东、北与乾元镇相接，南邻下渚湖街道，西连阜溪街道。街道毗邻湖州莫干山高新区。辖区内设有浙江工业大学莫干山校区。
2020年1月7日，湖州市人民政府批复将阜溪街道秋北村、秋山村及下渚湖街道新琪村划出组建新的康乾街道，街道办事处驻书院街1号。
2020年3月12日，康乾街道正式挂牌成立。

## 行政区划
康乾街道下辖以下村级行政区划单位：
秋北村、秋山村和新琪村。
此外，康乾街道还代管乾元镇的联合村与金鹅山村。